# ملی‌گرایی هزاره
ملی‌گرایی هزاره یا ناسیونالیسم هزاره جنبشی است که ادعا می‌کند مردم هزاره قومی بومی منطقه هزارستان افغانستان، ملتی متمایز هستند و مستحق یک ملت و دولت خودمختار هستند. این جنبش این دیدگاه را تبلیغ می‌کند که مسلمانان یک ملت نیستند و وفاداری قومی باید از وفاداری مذهبی پیشی بگیرد، هرچند این دیدگاه توسط هر دو خیزش استقلال هزاره‌جات در دهه ۱۸۹۰ و تبعیض سیستماتیک بسیاری از هزاره‌ها در طول تاریخ در افغانستان با چالش روبرو شده‌است.

## مردم هزاره و ملی‌گرایی
ملی‌گرایی هزاره از ریشه‌های زبانی و اجدادی در منطقه هزاره‌جات در مرکز افغانستان امروزی نشأت می‌گیرد.
این جنبش ادعا می‌کند که حمایت قابل توجهی از هزاره‌های مقیم خارج در استرالیا، انگلستان، سوئد، نروژ، ایالات متحده، کانادا و دیگر کشورها دریافت می‌کند. دولت‌های پی در پی افغانستان تحت سلطه پشتون‌ها بارها ادعا کرده‌اند که ملی‌گرایان هزاره از ایران بودجه دریافت کرده‌اند، با وجود این‌که ملی گرایان هزاره مخالف رژیم ایران هستند و در بسیاری از موارد از رژیم تئوکراتیک به‌دلیل تبعیض علیه هزاره انتقاد کرده‌اند. مردم در ایران به گفته آن‌ها، این اتهامات تاکتیک معمول تبلیغاتی است که دولت‌های تحت سلطه پشتون علیه مردم هزاره استفاده می‌کنند.

## ملی‌گرایی مدرن هزاره‌ها
ملی‌گرایی هزاره در شکل امروزی خود در قالب قیام‌های هزاره در دهه‌های ۱۸۸۰ و ۱۸۹۰ مستقر در هزاره‌جات، به رهبری هزاره داران و متحدانش آغاز شد. هدف این گروه ایجاد اصلاحات سیاسی قانون اساسی در منطقه هزاره‌جات و پایان استبداد نظامی عبدالرحمان خان از خاندان بارکزی، برای اتحاد نهایی سرزمین هزاره به یک دولت مستقل بود. در سال ۱۹۸۵، همزمان با تشکیل حزب وحدت، روشنفکران هزاره در مزار شریف، سازمانی ملی‌گرا به نام حزب وحدت هزاره تشکیل دادند.
پس از قیام بلخاب به رهبری در سال ۲۰۲۲، احیای ناسیونالیسم هزاره روی داد.
در ۵ اکتبر سال ۲۰۲۳ جمعی از فعالان سیاسی هزاره ساکن در اروپا در پاریس جمهوری دموکراتیک هزارستان را به عنوان یک دولت در تبعید تأسیس کردن و زهرا شریفی بعنوان اولین رئیس جمهور آن انتخاب شد

## احزاب و سازمان های ملی گرای هزاره
- حزب دموکرات هزاره

## ملی‌گراهای مشهور
- میر یزدان‌بخش
- سلطان‌علی کشتمند
- عبدالعلی مزاری
- داوود ناجی
- عزیز رویش
- عباس نویان
- احمد بهزاد
- زهرا شریفی(اولین رئیس‌جمهور جمهوری دموکراتیک هزارستان)